# Amin Mirzazadeh
Amin Mirzazadeh ((em persa: امین میرزازاده, Gotvand, 8 de janeiro de 1998) é um lutador de estilo greco-romana iraniano.

## Carreira
Em 2019, Mirzazadeh representou o Irã nos Jogos Mundiais Militares realizados em Wuhan, China, e ganhou uma das medalhas de bronze na categoria de 130 kg.
Em 2020, Mirzazadeh ganhou a medalha de ouro no evento de 130 kg no Campeonato Asiático de Luta Livre realizado em Nova Delhi, Índia. Na final, ele derrotou Kim Min-seok da Coreia do Sul. Em 2021, ele ganhou a medalha de ouro em seu evento na Copa Wladyslaw Pytlasinski de 2021 realizada em Varsóvia, Polônia.
Em agosto de 2021, ele perdeu sua luta pela medalha de bronze contra Rıza Kayaalp da Turquia no evento masculino de 130 kg nas Olimpíadas de Verão de 2020, realizadas em Tóquio, Japão. Em novembro de 2021, ele ganhou a medalha de ouro no evento de 130 kg no Campeonato Mundial de Luta Livre Sub-23 realizado em Belgrado, Sérvia.
Em abril de 2023, ele ganhou a medalha de ouro em seu evento no Campeonato Asiático de Luta Livre de 2023, realizado em Astana, Cazaquistão, ao derrotar Meng Lingzhe. Em setembro daquele ano, ele se tornou campeão mundial ao derrotar Rıza Kayaalp no Campeonato Mundial de Luta Livre de 2023.
Ele ganhou a medalha de ouro no evento de 130 kg nos Jogos Asiáticos de 2022, realizados em Hangzhou, China. Ele derrotou Meng Lingzhe da China em sua luta pela medalha de ouro. Em abril de 2024, Mirzazadeh ganhou a medalha de ouro em seu evento no Campeonato Asiático de Luta Livre realizado em Bishkek, Quirguistão. Em agosto de 2024, ele ganhou uma das medalhas de bronze no evento de 130 kg nas Olimpíadas de Verão em Paris, França. Ele derrotou Sabah Shariati do Azerbaijão em sua luta pela medalha de bronze.